# Лялин, Агей Семёнович
Аге́й Семёнович Ля́лин (конец XVI века — XVII век) — новгородский подьячий.
В 1616 году был земским дьячком Сумерской волости. В 1629 году по поручению правительства, вместе с воеводой Кириллом Супоневым, ведал строительством новой крепости в Старой Руссе. В 1646 году служил в Новгороде житничным ключником.